# Hans Bernhard Reichow
Hans Bernhard Reichow (* 25. November 1899 in Roggow; † 7. Mai 1974 in Bad Mergentheim) war ein deutscher Architekt und Stadtplaner im 20. Jahrhundert. Umfassende Rezeption erfuhr sein 1959 veröffentlichtes Werk Die autogerechte Stadt.

## Leben und Wirken
Reichow nahm von 1917 bis 1918 am Ersten Weltkrieg teil und studierte ab 1919 Architektur an der Technischen Hochschule Danzig und der TH München. Von 1923 bis 1925 war er Assistent in Danzig, 1926 erfolgte die Promotion zum Dr.-Ing.
Reichow arbeitete von 1925 bis 1928 in Berlin freischaffend, im Büro bei Erich Mendelsohn und im Staatsdienst. In den Jahren 1928–1934 war er Stadtplaner bei der Stadt Dresden, 1934–1936 Stadtbaurat in Braunschweig und 1936–1945 Baudirektor in Stettin. Am 23. Juni 1937 beantragte Reichow die Aufnahme in die NSDAP und wurde rückwirkend zum 1. Mai desselben Jahres aufgenommen (Mitgliedsnummer 4.865.794). In Stettin war er zeitweise freigestellt zur Mitarbeit an der Neugestaltung Hamburgs, die von Konstanty Gutschow geleitet wurde.
Während des Zweiten Weltkriegs war er Mitarbeiter am Generalplan Ost, der ein zentraler Baustein der deutschen Kolonialisierungs- und Vernichtungspolitik in Mittel- und Osteuropa war. Historiker haben die Planer des Generalplan Ost als „Vordenker der Vernichtung“ bezeichnet. Der Plan sah die Ermordung bzw. Umsiedlung größerer Bevölkerungsgruppen in den besetzten Gebieten Polens, der Ukraine sowie Russlands und eine „Kolonisierung“ der so freigewordenen Gebiete durch deutsche Siedler vor. 1944 war er zudem beratendes Mitglied des von Rüstungsminister Albert Speer geleiteten Arbeitsstabs für den Wiederaufbau bombenzerstörter Städte.
Ab 1945 arbeitete er als freier Architekt und Stadtplaner in Hamburg. Die Anfänge der Siedlungsentwicklung in der Nachkriegszeit künden bis heute von seinem Wirken in Wolfsburg, Hamburg (Gartenstädte: Hohnerkamp und Farmsen, letztere zusammen mit Otto Gühlk), Bielefeld-Sennestadt (gemeinsam mit Fritz Eggeling und Peter Holst), Wunstorf-Barne (gemeinsam mit Fritz Eggeling),  Bremen-Vahr (gemeinsam mit Ernst May, Max Säume und Günther Hafemann) und der Limesstadt in Schwalbach bei Frankfurt am Main.
In der Nachkriegszeit trat er mit drei Publikationen an die Öffentlichkeit: Organische Stadtbaukunst. Von der Großstadt zur Stadtlandschaft (1948), Organische Baukunst (1949) und Die autogerechte Stadt (1959). 
Von 1961 bis zu seinem Tod war Reichow auch Vorsitzender der Gesellschaft für pommersche Geschichte, Altertumskunde und Kunst. 1964 erfolgte die Ernennung zum Professor durch das Land Nordrhein-Westfalen, 1966 wurde ihm das Große Bundesverdienstkreuz verliehen.
Die 1962–1966 von Reichow errichtete Parkwohnanlage West in Nürnberg-Sündersbühl wurde 2005 vom Bayerischen Landesamt für Denkmalpflege als das einzige konsequent umgesetzte Modell der „organischen Stadtbaukunst und Architektur“ in Bayern unter Denkmalschutz (Ensembleschutz) gestellt. Bereits seit 2003 steht die von Reichow erbaute Gartenstadt Farmsen in Hamburg unter Denkmalschutz.
Reichows private Bibliothek ist heute großenteils in die Bibliothek der HafenCity-Universität eingegliedert.
Die im Jahre 2009 gegründete Hans-Bernhard-Reichow-Gesellschaft befasst sich mit dem Erhalt und der Erforschung des architekturhistorischen Werkes von Hans Bernhard Reichow.

## Rezeption
Insbesondere wegen des Titels Die autogerechte Stadt wird Reichow als Propagandist für die folgende Phase westdeutscher Stadtentwicklung missverstanden. Der Wiederaufbau deutscher Städte orientierte sich überwiegend an der 1933 aufgestellten Charta von Athen und sah eine Funktionstrennung und räumliche Trennung von Wohnen und Arbeiten vor. Der Neubau verdichteter Siedlungsformen an den Rändern der Städte führte bereits Ende 1950er Jahre zu einem starken Anstieg des Pendleraufkommens, dem die Städte mit ihren häufig aus dem 19. Jahrhundert stammenden Strukturen nicht gewachsen waren. Anders als der Titel des Buches heute suggeriert, schlug Reichow keineswegs den forcierten Ausbau innerstädtischer Straßen vor. So kritisierte Reichow ausdrücklich, „die autogerechte Stadt vornehmlich mit Verkehrswegen in verschiedenen Ebenen zu planen, wie Le Corbusier es fordert“ (S. 28). Ihm schwebte „optimales Fahren in dauernd leichtem Fluß“ (S. 28) vor. Anstelle der großen „chirurgischen Eingriffe“ von innerstädtischen Auto-Schnellstraßen (S. 5), interessierten ihn kleine Eingriffe. So schlug er die gezielte Reduktion städtischer „Knotenpunkte“ vor, die aus seiner Sicht für die Mehrzahl von Unfällen wie auch für die Behinderung des Verkehrsflusses verantwortlich waren. Er propagierte die Umwandlung von Kreuzungen in versetzt angeordnete Einmündungen, ein „Bordschwellen-Regulativ“, das ebenso wie die gekurvten Straßen zu verminderten Geschwindigkeiten und gleichzeitig einem „Minimum an Stops, Lärm und Reglements“ führen sollte. Denn auch Ampeln und die Reglementierung durch Schilder hielt er für verfehlt. Sein Verkehrssystem verstand sich als „differenziert nach Verkehrsarten, Fuß-, Rad- und Fahrwegen“ sowie nach der „bei jedem Knoten wechselnden Breite der Straßen und Wege“. Nicht zuletzt die erhebliche Zahl von Verkehrstoten (Reichow nennt im Vorwort mit 12.000 Menschen pro Jahr eine Zahl aus dem Jahr 1953, bis 1970 stieg sie in Deutschland bis auf 19.000, heute sind es etwa 3.400 pro Jahr), sprach aus seiner Sicht für eine grundlegende Überarbeitung des städtischen Verkehrssystems. Mit dem Konzept der „autogerechten Stadt“, das primär darauf abzielte, dem Auto Hindernisse jeder Art (Bauten, Fußgänger, Straßenbahnen) aus dem Weg zu räumen, hat Reichows Schrift wenig gemein. Dennoch setzte sich diese Art von „autogerechter Planung“ in Städtebau und Verkehrsplanung der 1960er Jahre vermehrt durch. Ab 1970 wurde diese Konzeption heftig kritisiert und als Beispiel misslungenen Städtebaus begriffen. Fragwürdig an Reichows „autogerechter Stadt“ ist aus heutiger Sicht vor allem sein permanenter Bezug auf biologistische Ideale, die er als „organisch“ und damit „naturwüchsig“ vorstellt. Damit einher ging die Vorstellung von der Großstadt als ungesunder Großeinheit, als Moloch, die es zu heilen, durch Ordnung und Städtebau in übersichtliche Nachbarschaften zu gliedern gelte. Dieser Impuls war bereits bei den Stadtreformern der englischen Gartenstädte und den Städtebauern der 1920er Jahre anzutreffen. Dies mag eine Quelle für Reichow gewesen sein, doch vor allem schloss er an die von ihm mitgeprägte völkisch und führerstaatlich motivierte kleinteilige „Organik“ im nationalsozialistischen Städtebaudiskurs an. Durchmischung, Überlagerung und Chaos, die städtisches Leben prägen und attraktiv machen, kommen in einer solchen Argumentation nicht vor.

## Bauten und Siedlungen

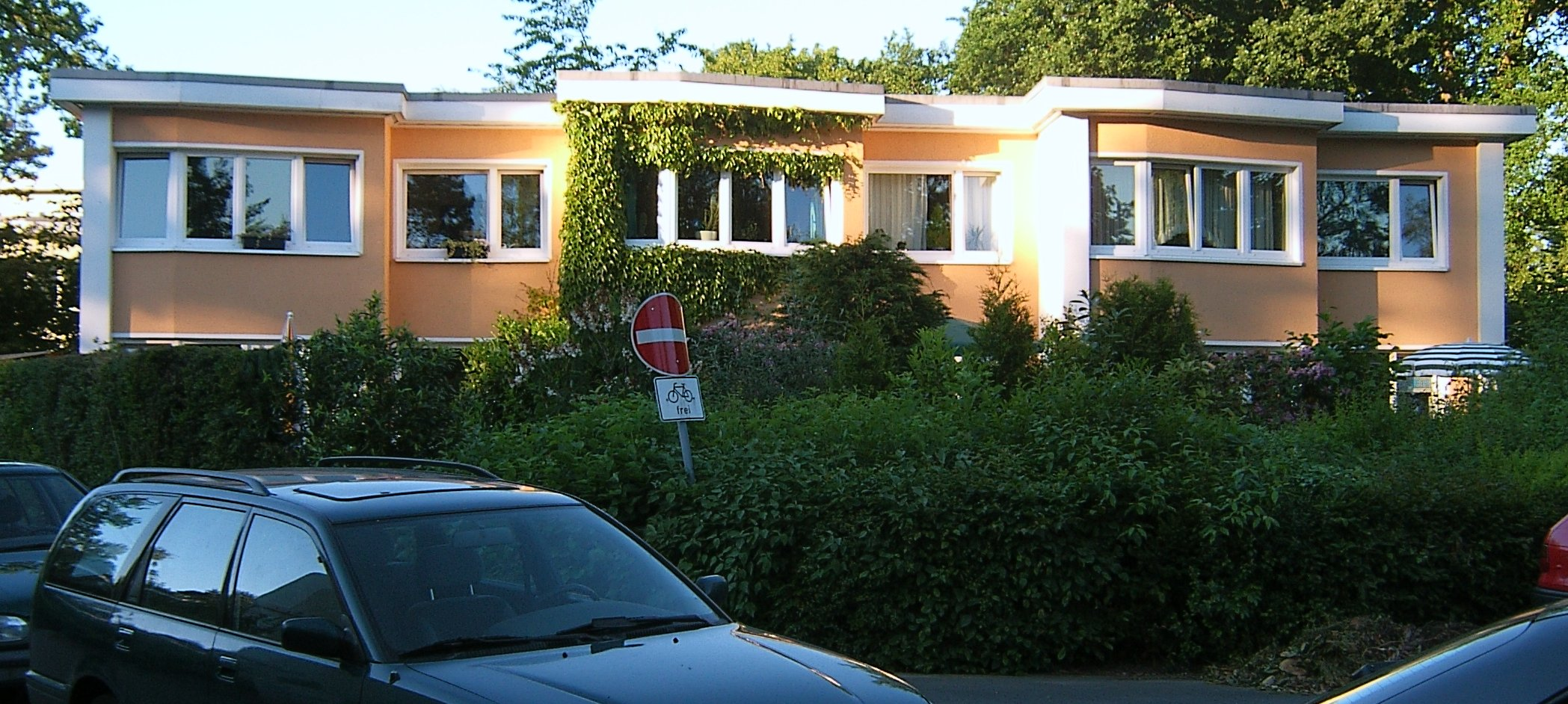
Wohnsiedlung Hohnerkamp, Hamburg

- 1927–28: Gebäude auf der Schleuseninsel im Landwehrkanal Berlin
- 1928–29: Haus Gresens, Podejuch bei Stettin
- 1928–29: Reihenhaussiedlung, Belgard
- 1934–35: Bekleidungsamt, Braunschweig (heute Kunsthochschule)
- 1936–38: Gebietsführerschule der Hitlerjugend „Peter Frieß“, Braunschweig (nicht erhalten)
- 1938: Revierhof in der Quistorp-Aue, Stettin
- 1938–39: Altersheim Johannistal, Stettin
- 1940: Siedlung Züllchow, Stettin
- 1946–47: Haus Reichow, Hamburg
- 1951–52: ECA-Wohnsiedlung, Lübeck
- 1953–54: Gartenstadt Farmsen, Hamburg
- 1953–54: Wohnsiedlung Hohnerkamp, Hamburg
- 1956: Rahmenplan für den Stadtteil Bremen-Vahr mit Max Säume und Günther Hafemann.
  - 1957–62: Satellitenstadt Neue Vahr, Bremen
  - 1960–1965: Neue Vahr, Volksschule 3. Nachbarschaft (Schule an der Witzlebenstraße)
- 1956: Rahmenplanung und Straßennetz der Sennestadt auf dem Gebiet der damaligen Gemeinde Senne II, seit 1971 Stadtteil von Bielefeld
  - 1956–65: Aula der Oststadtschule (Adolf-Reichwein-Schule), Sennestadt
  - 1956–65: Einfamilienhaus P.,  Sennestadt
  - 1956–65: Fabrikbau der Neotechnik,  Sennestadt
  - 1956–65: Haus der Gesundheit,  Sennestadt
  - 1956–65: Hochhaus Ostallee (Elbeallee) Mitte,  Sennestadt
  - 1956–65: Industriebau Nadler-Werke,  Sennestadt
  - 1956–65: Kino mit Restaurant »Bacchus«,  Sennestadt
  - 1956–65: Kreissparkasse,  Sennestadt
  - 1956–65: Ladenzeile Ostallee (Elbeallee), Sennestadt
  - 1956–65: Mehrfamilienhaus der GAGFAH,  Sennestadt
  - 1956–65: Mehrfamilienhäuser in der Sennestadt
  - 1960–61: Wohnhochhaus Westallee (Rheinbeallee), Sennestadt
- 1959: Wohnstadt Limes, Schwalbach am Taunus
- 1962–66: Ensemble Parkwohnanlage West, Nürnberg (seit 2005 unter Ensembleschutz)[7]
- 1962: Wohnsiedlung Steinrausch, Saarlouis
- 1965–68: Schule Ossietzkystraße, Nürnberg

## Schriften
- Organische Stadtbaukunst. Georg Westermann, Braunschweig 1948.
- Organische Baukunst. Georg Westermann, Braunschweig 1949.
- Die autogerechte Stadt. Ein Weg aus dem Verkehrs-Chaos. Otto Maier Verlag, Ravensburg 1959.